# 司憲 (萬曆進士)
司憲（1560年—1594年），字憲國，號晉臺，河南歸德府睢州人，民籍，明朝政治人物。同進士出身。

## 生平
萬曆十年（1582年）壬午科河南鄉試二十四名舉人，萬曆十四年（1586年）丙戌科會試一百四十二名，登三甲第十三名。大理寺观政，任行人司行人。十九年八月復除原官，二十二年六月因出使朝鲜，贪纵辱命，被削职追赃，本年卒。

## 家族
曾祖司裕；祖父司景蟠；父司伯儒，曾任恩例儒官。母朱氏。具庆下。弟司賓、司宇、司完、司寰。